# 摩揭陀語
摩揭陀語 (मगही, , 也叫做 मगधी,  language) 是一種印度語言。名字來自它的祖先語言 Magadhi，其源頭摩揭陀俗語據信是佛陀所講的語言，并且是古代摩揭陀王國的語言。摩揭陀語密切接近於博杰普爾語和邁蒂利語，這些語言有時被稱呼為一個單一的語言比哈爾語。這些語言和一些其他相關語言一起被叫做比哈爾語，形成了印度-雅利安語支的東部群組的一個子群組。摩揭陀語大約有1300萬使用者。
它曾被認為是印地語的方言，但最近已經被認為是同孟加拉語、阿薩姆語和奧里亞語在一起的印度語言的東部群組的后代。它有非常豐富和古老的民歌和故事傳統。它使用於比哈爾邦的8個行政區和賈坎德邦的3個行政區，并在西孟加拉邦的 Malda 也有些使用者。
儘管摩揭陀語有大量的使用者，它在印度仍未被憲法上認可。即使在比哈爾邦，印地語被用于教育和官方事務。 摩揭陀語在1961年人口普查的時候在法律上被吸收為印地語的亞種語言。

## 引用
1. ↑  .   [2012-02-29]. （原始内容存档于2012-02-26）.
2. ↑  Verma, Mahandra K. . . （原始内容存档于2012-03-29）.

## 外部連結
- Magadhi at The Rosetta Project
- Jain Scriptures
- http://magahi-sahitya.blogspot.com/ （页面存档备份，存于）